# Глосар артефакта старог Египта
Ово је глосар артефакта старог Египта.

## Глосарстароегипатскихартефактаи предмета
- Амулет – амулет је предмет који се обично носи на себи, за који неки људи верују да има магичну или чудесну моћ да заштити свог власника.
- Анк – симбол живота који држи Ра
- Анубисов фетиш – верски предмет који се користи у погребним обредима; пуњена животињска кожа без главе, често мачја или бикова, везана репом за мотку, која се завршава лотосовим пупољком и постављена на постоље
- Камен из Розете – Камен са три језика на њему, који је дешифровао египатске хијероглифе
- Канопске вазе – посуде у којима су се стављали унутрашњи органи уклоњени током мумификације
- Канопске шкриње – у једној шкрињи су се налазиле четири канопске вазе
- Картонаж – папирус или платно натопљено гипсом, обликовано око тела и коришћено за за увијање мумија и ковчега
- Кенотаф – празан гроб или споменик подигнут у част особе или групе људи чији се остаци налазе на другом месту
- Козметичка палета – камена плоча, понекад украшена, коришћена за припрему козметике. Види: Нармерова палета.
- Лажна врата – уметнички приказ врата, уобичајени архитектонски елемент у гробницама
- Менат – амајлија која се носи око врата. Такође музички инструмент, метална звечка
- Менхед – палета писара
- Микролити – староегипатске камене љуспице
- Млат – симбол фараонске моћи. Симбол бога Озириса
- Мумија – тело након мумификације
- Наслон за главу – пронађени у гробницама, итд. Типично лични или меморијални наслони за главу
- Нож из Гебел ел-Арака – престижни погребни предмет, од Накадског периода до краја раног династичког периода
- Остракон – комад грнчарије коришћен као материјал за писање
- Папирус – материјал направљен од папирусне трске, који се користи као материјал за писање и сликање
- Пекторал (Стари Египат) – разни облици
- Пирамиде – монументалне грађевине са квадратном или троугластом основом и косим странама које се састају у тачки на врху, посебно оне изграђене од камена као краљевске гробнице у старом Египту
  - Кипови – фараонски и нефараонски. (Распон величина)
  - Амулети – бројни (и преддинастички).
- Пирамидион –камен на врху египатске пирамиде
- Погребни конус – мали чуњеви направљени од глине који су постављани преко улаза у капелу гробнице, коришћени скоро искључиво на тебанској некрополи (у Месопотамији су користили гвоздене ексере)
- Птица из Сакаре – дрвени модел птице
- Саркофаг – камена гробница
- Светилиште – верска светиња; преносиви олтар
- Сенет – друштвена игра
- Скарабеј – амајлија или печат у облику апстрактног балегара
- Стела
  - Гранична стела – постављена на границама.
  - Спомен стела – фараонска или нефараонска.
  - Монументална стела – понуђена боговима, посебним појединцима.
  - Заветна стела – приватна, посвета.
  - Стеле победе – фараонска.
- Сфинга
- Талатат –  зидни блокови од кречњака, повремено фарбани.
- Фајанса – предмети од стакла, амајлије итд.
- Шабти фигурине – заветне фигурице постављане у гробницама
- Шабти фигурине – шабти из 21. династије и касније.